# Motorola V66
Motorola V66は、モトローラが開発した、GSM方式の携帯電話端末である。
日本では、ボーダフォン（現ソフトバンクモバイル）から海外専用端末として廉価に販売された他、NTTドコモのWORLD WING用レンタルや、ボーダフォングローバルレンタル（現ソフトバンク海外レンタル）など各種レンタルサービス用端末としても広く提供され、2003年～2005年頃に日本人が海外で使用する携帯電話の標準機として一時代を築いた。

## 概要
コンパクトな折りたたみ型で、閉じるとちょうど握った手に収まるぐらいのサイズとなる。
液晶画面はモノクロである。5行しか表示できず、さらに最上段は電池残量や電波状況などのアイコン表示、最下段はソフトキーの機能表示に使われるため、実質的には3行となる。
キーパッドは、上から順に、左右ソフトキー、メニューキー、発話キー（緑）、終話キー（赤）、方向キー、ダイヤルキー、電源キーを備える。他に右側面に1個、左側面に3個のキーがあり、音量調節やボイス機能などに割り当てられている。
この時期のモトローラ端末の特徴として、発話/終話キーの位置が日本や海外他メーカーの端末と逆で、右が発話、左が終話となっている。また、ソフトキーでのメニュー操作も、おおむね右ソフトキーが決定/選択、左ソフトキーが戻る/キャンセルとなっている。また、電源オン・オフが終話キー長押しでない（これは海外メーカー端末の多くに共通）。
GSM900/1800/1900MHz対応のため、日本と韓国以外の多くの地域で使用可能。ただし、900/1800MHzと1900MHzの手動切り替えが必要。
通話以外の機能としては、SMSとWAPに対応している。USBケーブルによりモデムとして使うことも可能。ただしMMSやインターネットeメール、CompactHTMLブラウザ、Javaアプリなどの機能は持っていない。また着信音も単音階メロディのみである。

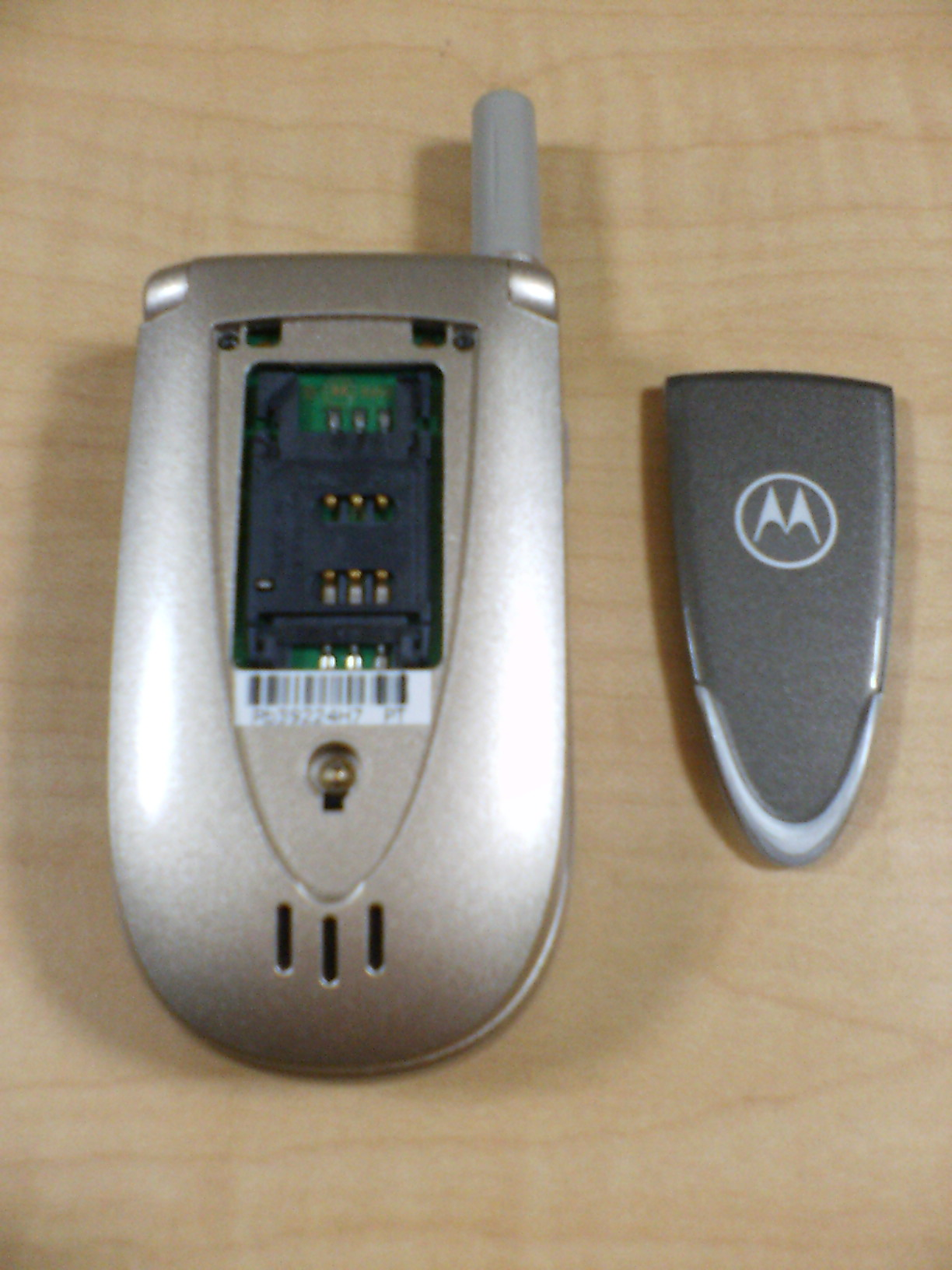
ベゼルを外したところ

上面のベゼルをはずすとSIMカードスロットが現れる。SIMカードを採用する端末としては珍しく、電池を取り外さなくてもSIMカードを挿抜することができる（ただし電源を入れたまま挿抜してはならない）。また、このベゼルは交換してカラーバリエーションを楽しむことも可能である。
オプションでFMラジオの受信が可能。
端末の日本語化はされていないが、モトローラから詳細な日本語マニュアルがPDFで提供されている。

## キャリア
ここでは日本のボーダフォンから提供されたモデルについて述べる。
ボーダフォンは、2002年末に3Gサービスのボーダフォングローバルスタンダード（現SoftBank 3G）を開始するにあたり、この機種を「海外専用端末」としてグローバルコールプランとセットで4800円で提供し、海外渡航者向けに一定の成果を挙げた（SoftBank 3G#経緯も参照）。
ボーダフォン提供のものはSIMロックがされていたが、比較的容易に解除できたため、バンコクや香港などで日本人旅行者目当ての業者が競って解除サービスを行っていた。インターネット上で解除コードを販売する業者もあった。また、当時この機種の海外での市価は2万円ぐらいしていたため、ロック解除・転売目当てで購入する者も存在した。日本におけるSIMロック解除にまつわる問題は、この機種に端を発し、2004年末にボーダフォンから発売された902/802/702シリーズ以降大きくクローズアップされることとなる。